# Parco naturale comunale del Gran Monte
Il parco naturale comunale del Gran Monte è un parco comunale del Friuli-Venezia Giulia che si estende per circa 3533 ettari in provincia di Udine sulle Prealpi Giulie, confinando ad ovest con la Slovenia.

## Territorio
Il territorio del parco si estende tra le prealpi e la zona collinare friulana. Le cime principali sono la catena del Gran Monte.

### Comuni
Si estende nel comune di Taipana.

## Geologia
La formazione chiamata Flysch (marne ed arenarie) del Eocene (zona inferiore) di -50 MA, è stata definita nel promontorio del Briec e del Celò e attorno Ponte Sambo. Il Trias superiore di -220 MA: questa formazione affiora in zona Gran Monte. Il Trias superiore Carnico è stato definito sopra Monteaperta ed è composto da dolomie friabili. Durante il Trias superiore Norico s'innalza il Gran Monte: è composto da dolomie chiare e calcari dolomitici in strati (chiamati dolomie principale). Il Trias superiore Retico, infine, è costituito da calcari grigi compatti ed è ben visibile sulla cima del Gran Monte.

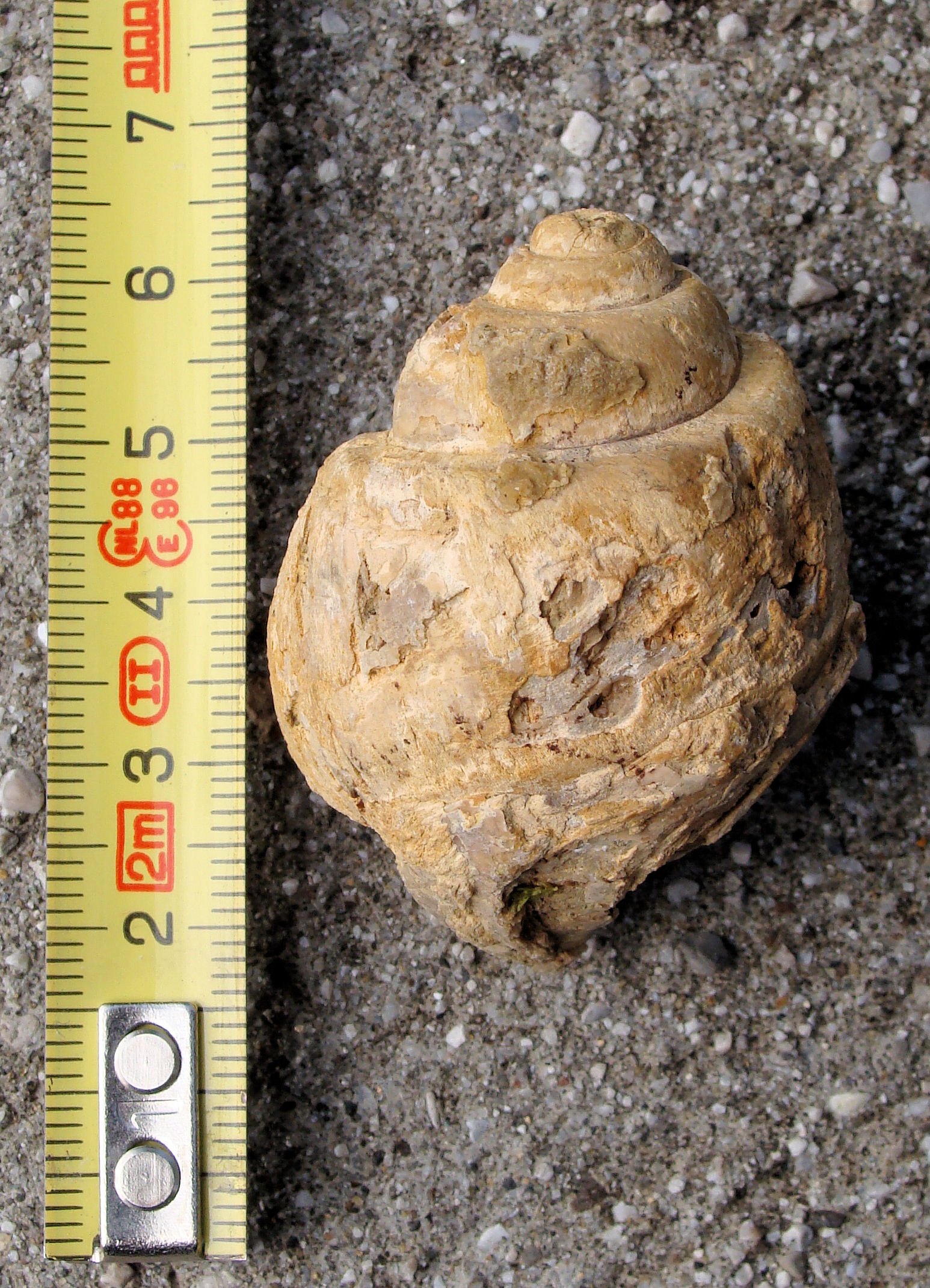
Amaurellina (Eocene) - Monteaperta(2011)

## Ambiente

### Flora
Presenta una vegetazione rara collinare (Buphthalmum salicifolium, Aquilegia, narcisi) ed una vegetazione alpina notevole (Asphodelus albus, Rosa alpina, Rosa glauca, Leontopodium alpinum, erica, ciclamini, daphne, viole, primula alpina).

### Fauna
La sua fauna è notevole (lince, orso bruno, gatto selvatico, cervi, daini, vari uccelli, salamandre, serpenti, trote, gamberi, rane, farfalle e insetti) ed è protetta.

## Provvedimenti istitutivi
Il parco comprende due aree: "Area di Rilevante Interesse Ambientale n. 10" e "Sito di Interesse Comunitario IT3320017".

## Strutture ricettive
La sede del parco si trova a Taipana.